# Eugène Stoffel

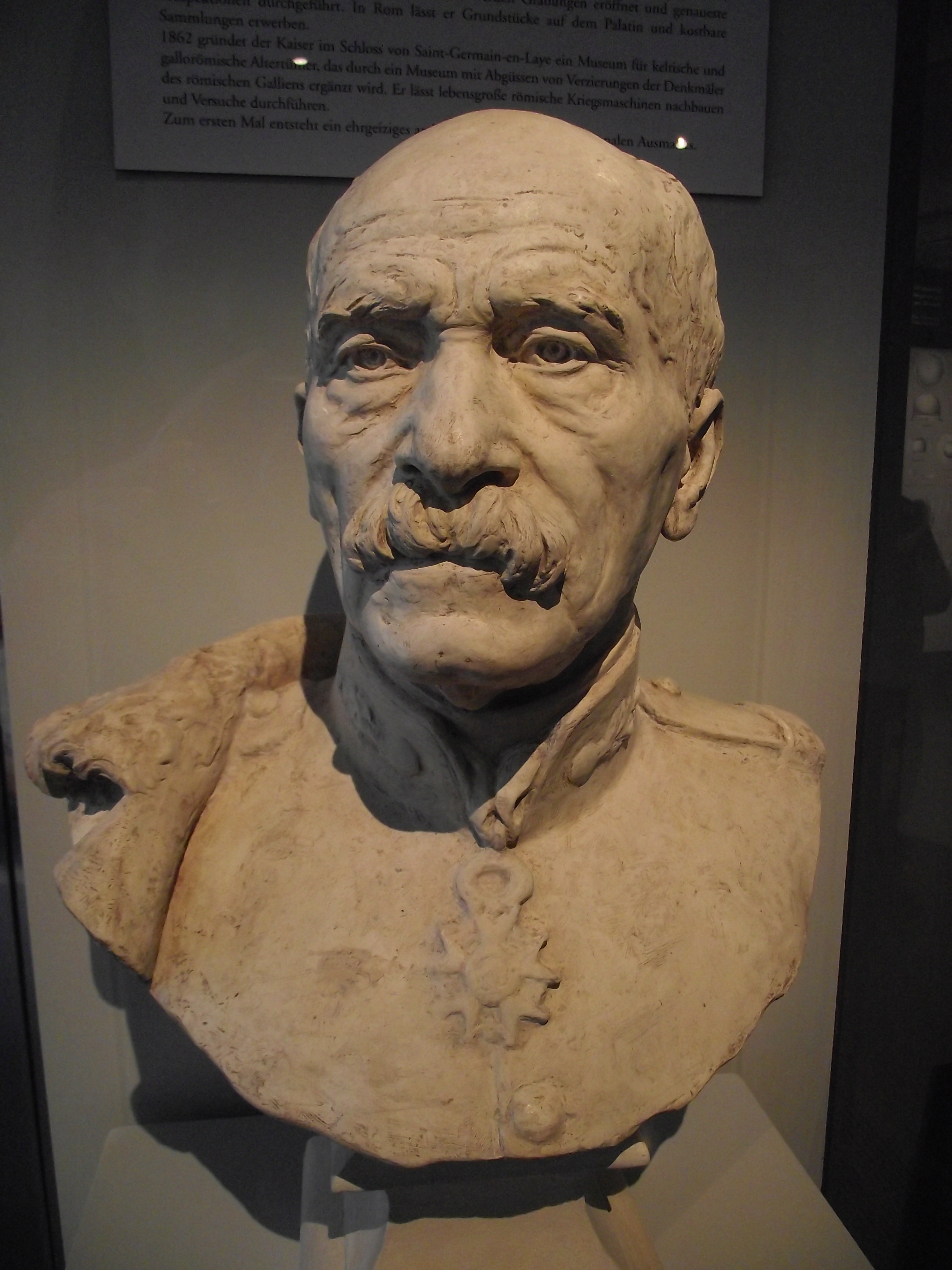
Eugène Stoffel.

Eugène Georges Henri Céleste Stoffel, född den 1 mars 1823 i Arbon, Thurgau, Schweiz, död den 4 april 1907 i Paris, var en fransk baron och militär.
Stoffel, som blev officer vid artilleriet 1844, deltog med utmärkelse i fälttågen på Krim och i Italien. Han blev 1866 överstelöjtnant och militärattaché i Berlin. I sistnämnda egenskap gjorde han sig i hög grad bemärkt genom de synnerligen värdefulla rapporter rörande nordtyska härens organisation och krigsberedskap (1871 utgivna under titeln Rapports militaires écrits de Berlin, 1866-1870), som han närmast före utbrottet av fransk-tyska kriget sände sin regering och i vilka han oförbehållsamt varnade denna för att framkalla ett krig, innan såsom nödvändiga ansedda förbättringar i härordningen vidtagits. Hans varningar beaktades visserligen i viss mån av kejsar Napoleon, som befordrade honom till överste, och krigsministern marskalk Niel, men möttes på andra håll av misstro - sålunda yrkade konseljpresidenten Ollivier till och med på Stoffels återkallande - och förmådde inte hindra krigets utbrott 1870. Under kriget utmärkte han sig särskilt som befälhavare för den stridsgrupp, som försvarade Mont-Avronställningen utanför Paris under belägringen. År 1872 försattes han på tillskyndan av Thiers, av vilken han som ivrig bonapartist var illa sedd och vars försvarsreformer han ogillade, i disponibilitet. Utom det ovan omnämnda arbetet utgav Stoffel 1873 Le procès Bazaine och La dépêche de 20 août, det senare avhandlande Bazaines bekanta depesch till Mac Mahon den 20 augusti 1870, som aldrig kom denne senare till handa, vari han tillkännagav sin avsikt att, om omständigheterna så medgåve, avmarschera med Rhenarmén från Metz i riktning mot de franska nordfästningarna, vilken depesch Stoffel, som det sedermera ådagalades, med orätt ansågs ha smugglat undan. Ytterligare arbeten av Stoffels hand är La guerre civile de César (2 band, 1887, en fortsättning av Napoleons skildring), La possibilité d'une future alliance franco-allemande (1890) och La guerre de Jules César et d'Arioviste (1891).